# Mecânica hamiltoniana
Mecânica hamiltoniana é uma reformulação da mecânica clássica que foi elaborada em 1833 pelo matemático irlandês William Rowan Hamilton. Originou-se da mecânica lagrangiana, outra reformulação da mecânica clássica, introduzida por Joseph Louis Lagrange em 1788. Ela pode entretanto ser formulada sem recorrer à mecânica lagrangiana, usando espaços simpléticos. Veja a seção sobre esta formulação matemática para isto. O método hamiltoniano difere do lagrangiano em que em vez de expressar confinamentos diferenciais de segunda ordem sobre um espaço coordenado n-dimensional, ela expressa confinamentos de primeira ordem sobre um espaço de fases 2n-dimensional..
Como com a mecânica lagrangiana, as equações de Hamilton fornecem uma maneira nova e equivalente de olhar mecanismos clássicos. Geralmente, estas equações não fornecem uma maneira mais conveniente de resolver um problema particular. Entretanto, fornecem introspecções mais profundas na estrutura geral de mecanismos clássicos e em sua conexão aos mecânicos quânticos como compreendidos através dos mecânicos hamiltonianos, assim como suas conexões a outras áreas da ciência.

## Visão geral simplificada dos usos
Para um sistema fechado, a soma da energia cinética e potencial no sistema é representada por um conjunto de equações diferenciais conhecido como as equações de Hamilton. Hamiltonianos podem ser usados para descrever tais sistemas simples como uma bola quicando, um pêndulo ou uma mola oscilante, em que há interconversão entre as energias potencial e cinética do sistema com o passar do tempo. Hamiltonianos podem também ser empregados para modelar a energia de outros sistemas dinâmicos mais complexos tais como órbitas planetárias e sistemas quânticos.
As equações de Hamilton são geralmente escritas como segue:
{\displaystyle {\dot {p}}=-{\frac {\partial {\mathcal {H}}}{\partial q}}}
{\displaystyle {\dot {q}}=~~{\frac {\partial {\mathcal {H}}}{\partial p}}}
Nas equações acima, o ponto acentuando denota a derivada ordinária com respeito ao tempo das equações p = p(t) (chamada momento generalizado) e q = q(t) (chamado coordenadas generalizadas), tomando valores em algum espaço vetorial,
e {\displaystyle {\mathcal {H}}} = {\displaystyle {\mathcal {H}}(p,q,t)} é o assim chamado (função) Hamiltoniana, ou (valoração escalar) Hamiltoniano. Então, numa pequena nota mais explicitamente, pode-se escrever
{\displaystyle {\frac {\mathrm {d} }{\mathrm {d} t}}p(t)=-{\frac {\partial }{\partial q}}{\mathcal {H}}(p(t),q(t),t)}
{\displaystyle {\frac {\mathrm {d} }{\mathrm {d} t}}q(t)=~~{\frac {\partial }{\partial p}}{\mathcal {H}}(p(t),q(t),t)}
e especifica o domínio de valores nos quais o parâmetro t ("tempo") varia.
Para uma derivação mas detalhadas destas equações da mecânica lagrangeana, ver abaixo.

### Interpretação física básica, mnemotécnica
A mais simples interpretação das equações de Hamilton é como segue, aplicando-as a um sistema unidimensional consistindo de uma partícula de massa m e exibindo conservação de energia:
O Hamiltoniano {\displaystyle {\mathcal {H}}} representa a energia do sistema,
a qual é a soma de energia cinética e potencial, tradicionalmente notado T & V, respectivamente. Aqui q é a coordenada x e p é o momento, mv. Então
{\displaystyle {\mathcal {H}}=T+V,\quad T={\frac {p^{2}}{2m}},\quad V=V(q)=V(x).}
Note que T é a função de p apenas, enquanto V é a função de somente de x (ou q).
Agora a derivada no tempo do momento p iguala-se a força Newtoniana, e então aqui a primeira equação de Hamilton significa que a força sobre a partícula iguala-se a taxa na qual ele perde energia potencial com relação a alterações em x, sua localização. (Força iguala-se ao gradiente negativo da energia potencial.)
A derivada no tempo de q significa a velocidade: a segunda equação de Hamilton aqui significa que a velocidade da partícula iguala-se a derivada de sua energia cinética com relação ao seu momento. (Para a derivada com relação a p de p²/2m iguala p/m = mv/m = v.)

## Calculando um Hamiltoniano a partir deLagrange
Dado o lagrangiano em termos de coordenadas generalizadas {\displaystyle q_{i}} e velocidades generalizadas {\displaystyle {\dot {q}}_{i}} e tempo:
Os momentos são calculados pela diferenciação da semilagrangiano com respeito às velocidades (generalizadas):
{\displaystyle p_{i}(q_{i},{\dot {q}}_{i},t)={\frac {\partial {\mathcal {L}}}{\partial {{\dot {q}}_{i}}}}\,.}
As velocidades {\displaystyle {\dot {q}}_{i}} são expressas em termos de momentos {\displaystyle p_{i}}, invertendo as expressões na etapa anterior.
O Hamiltoniano é calculado utilizando a definição usual de {\displaystyle {\mathcal {H}}} como a transformação de Legendre de {\displaystyle {\mathcal {L}}}: {\displaystyle {\mathcal {H}}=\sum _{i}{{\dot {q}}_{i}}{\frac {\partial {\mathcal {L}}}{\partial {{\dot {q}}_{i}}}}-{\mathcal {L}}=\sum _{i}{{\dot {q}}_{i}}p_{i}-{\mathcal {L}}\,.}
Em seguida, as velocidades são substituídas para utilizar os resultados anteriores.

## Derivando as equações de Hamilton
as equações de Hamilton podem ser obtidas olhando como o diferencial total do Lagrangiano depende do tempo; as posições generalizadas {\displaystyle q_{i}\,} e velocidades generalizadas {\displaystyle {\dot {q}}_{i}:}
{\displaystyle \mathrm {d} {\mathcal {L}}=\sum _{i}\left({\frac {\partial {\mathcal {L}}}{\partial q_{i}}}\mathrm {d} q_{i}+{\frac {\partial {\mathcal {L}}}{\partial {{\dot {q}}_{i}}}}\mathrm {d} {{\dot {q}}_{i}}\right)+{\frac {\partial {\mathcal {L}}}{\partial t}}\mathrm {d} t\,.}
Agora ,os momentos generalizados são definidos como
{\displaystyle p_{i}={\frac {\partial {\mathcal {L}}}{\partial {{\dot {q}}_{i}}}}\,.}
Se este é substituído no diferencial total dos Lagrangeanos, obtém-se
{\displaystyle \mathrm {d} {\mathcal {L}}=\sum _{i}\left({\frac {\partial {\mathcal {L}}}{\partial q_{i}}}\mathrm {d} q_{i}+p_{i}\mathrm {d} {{\dot {q}}_{i}}\right)+{\frac {\partial {\mathcal {L}}}{\partial t}}\mathrm {d} t\,.}
Nós podemos rescrever como:
{\displaystyle \mathrm {d} {\mathcal {L}}=\sum _{i}\left({\frac {\partial {\mathcal {L}}}{\partial q_{i}}}\mathrm {d} q_{i}+\mathrm {d} \left(p_{i}{{\dot {q}}_{i}}\right)-{{\dot {q}}_{i}}\mathrm {d} p_{i}\right)+{\frac {\partial {\mathcal {L}}}{\partial t}}\mathrm {d} t\,}
e reorganizar novamente para obter
{\displaystyle \mathrm {d} \left(\sum _{i}p_{i}{{\dot {q}}_{i}}-{\mathcal {L}}\right)=\sum _{i}\left(-{\frac {\partial {\mathcal {L}}}{\partial q_{i}}}\mathrm {d} q_{i}+{{\dot {q}}_{i}}\mathrm {d} p_{i}\right)-{\frac {\partial {\mathcal {L}}}{\partial t}}\mathrm {d} t\,.}
O termo do lado esquerdo é apenas o Hamiltoniano que definimos antes, então nós temos que
{\displaystyle \mathrm {d} {\mathcal {H}}=\sum _{i}\left(-{\frac {\partial {\mathcal {L}}}{\partial q_{i}}}\mathrm {d} q_{i}+{{\dot {q}}_{i}}\mathrm {d} p_{i}\right)-{\frac {\partial {\mathcal {L}}}{\partial t}}\mathrm {d} t.}
Da mesma forma que o diferencial total {\displaystyle \mathrm {d} {\mathcal {L}}} com relação ao tempo do Lagrangiano {\displaystyle {\mathcal {L}}} independentemente das derivações acima do diferencial total {\displaystyle \mathrm {d} {\mathcal {H}}} do Hamiltoniano {\displaystyle {\mathcal {H}}} é igual a:
{\displaystyle \mathrm {d} {\mathcal {H}}=\sum _{i}\left({\frac {\partial {\mathcal {H}}}{\partial q_{i}}}\mathrm {d} q_{i}+{\frac {\partial {\mathcal {H}}}{\partial p_{i}}}\mathrm {d} p_{i}\right)+{\frac {\partial {\mathcal {H}}}{\partial t}}\mathrm {d} t.}
Resulta das duas equações independentes anteriores que seus lados direitos são iguais entre si.
Portanto, obtemos a equação
{\displaystyle \sum _{i}\left(-{\frac {\partial {\mathcal {L}}}{\partial q_{i}}}\mathrm {d} q_{i}+{{\dot {q}}_{i}}\mathrm {d} p_{i}\right)-{\frac {\partial {\mathcal {L}}}{\partial t}}\mathrm {d} t=\sum _{i}\left({\frac {\partial {\mathcal {H}}}{\partial q_{i}}}\mathrm {d} q_{i}+{\frac {\partial {\mathcal {H}}}{\partial p_{i}}}\mathrm {d} p_{i}\right)+{\frac {\partial {\mathcal {H}}}{\partial t}}\mathrm {d} t.}
Uma vez que este cálculo foi feito *(Off-shell e On-shell), podemos associar termos correspondentes de ambos os lados desta equação para produzir: 
{\displaystyle {\frac {\partial {\mathcal {H}}}{\partial q_{i}}}=-{\frac {\partial {\mathcal {L}}}{\partial q_{i}}}\,,\quad {\frac {\partial {\mathcal {H}}}{\partial p_{i}}}={\dot {q}}_{i}\,,\quad {\frac {\partial {\mathcal {H}}}{\partial t}}=-{\partial {\mathcal {L}} \over \partial t}\,.}
As equações de Lagrange On-shell, nos dizem que
{\displaystyle {\frac {\mathrm {d} }{\mathrm {d} t}}{\frac {\partial {\mathcal {L}}}{\partial {{\dot {q}}_{i}}}}-{\frac {\partial {\mathcal {L}}}{\partial q_{i}}}=0\,.}
Reorganizando obtemos:
{\displaystyle {\frac {\partial {\mathcal {L}}}{\partial q_{i}}}={\dot {p}}_{i}\,.}
Assim, as equações de Hamilton não mutáveis on-shell se definem por:
{\displaystyle {\frac {\partial {\mathcal {H}}}{\partial q_{j}}}=-{\dot {p}}_{j}\,,\quad {\frac {\partial {\mathcal {H}}}{\partial p_{j}}}={\dot {q}}_{j}\,,\quad {\frac {\partial {\mathcal {H}}}{\partial t}}=-{\partial {\mathcal {L}} \over \partial t}\,.}

### Usando equações de Hamilton
Primeiro escreve-se o Lagrangiano L = T – V.  Expressa-se T e V como se se estivesse usando a equação de Lagrange.
Calcula-se o momento por diferenciação do Lagrangiano com relação à velocidade.
Expressa-se as velocidades em termos do momento por inversão das expressões na etapa (2).
Calcula-se o Hamiltoniano usando a definição usual, {\displaystyle {\mathcal {H}}=\sum _{i}p_{i}{{\dot {q}}_{i}}-{\mathcal {L}}}. Substitui-se pelas velocidades usando os resultados na etapa (3).
Aplicam-se as equações de Hamilton.

## Como uma reformulação da mecânica de Lagrange
Começando com a mecânica de Lagrange, e as equações de movimento são baseadas em coordenadas generalizadas
{\displaystyle \left\{\,q_{j}|j=1,\ldots ,N\,\right\}}
e combinando com velocidades generalizadas
{\displaystyle \left\{\,{\dot {q}}_{j}|j=1,\ldots ,N\,\right\}.}
escrevemos o lagrangiano como
{\displaystyle {\mathcal {L}}(q_{j},{\dot {q}}_{j},t)}
com as variáveis subscritas entendidas como representação de todas as variáveis  N desse tipo. A Mecânica Hamiltoniana visa substituir as variáveis velocidades generalizadas com variáveis impulso generalizadas, também conhecida como momentos conjugados. Ao fazer isso, é possível lidar com certos sistemas, tais como os aspectos da mecânica quântica, que seriam ainda mais complicados.
Para cada velocidade generalizada, existe um correspondente momento conjugado, definido como:
{\displaystyle p_{j}={\partial {\mathcal {L}} \over \partial {\dot {q}}_{j}}.}
Nas coordenadas cartesianas, os momentos generalizados são precisamente os momentos lineares físicos. Em coordenadas polares circulares, o impulso generalizado correspondente à velocidade angular é o momento angular físico. Para uma escolha arbitrária de coordenadas generalizadas, pode não ser possível obter uma interpretação intuitiva dos momentos conjugados.
Uma coisa que não é muito evidente nesta formulação dependente de coordenadas é que diferentes coordenadas generalizadas são realmente nada mais do que manchas de coordenadas diferentes na mesma variedade simplética (ver formalismo matemático, abaixo).
O Hamiltoniano é a Transformada de Legendre do Lagrangiano:
{\displaystyle {\mathcal {H}}\left(q_{j},p_{j},t\right)=\sum _{i}{\dot {q}}_{i}p_{i}-{\mathcal {L}}(q_{j},{\dot {q}}_{j},t).}
Se as equações de transformação definem as coordenadas generalizadas sendo independentes de T, e o Lagrangianos é uma soma de produtos de funções (nas coordenadas generalizadas) sendo homogéneas a fim de 0, 1 ou 2, em seguida, pode ser mostrado que H é igual a energia total E = T + V.
Cada um dos lados na definição de {\displaystyle {\mathcal {H}}} produz um diferencial:
{\displaystyle {\begin{aligned}\mathrm {d} {\mathcal {H}}&=\sum _{i}\left[\left({\partial {\mathcal {H}} \over \partial q_{i}}\right)\mathrm {d} q_{i}+\left({\partial {\mathcal {H}} \over \partial p_{i}}\right)\mathrm {d} p_{i}\right]+\left({\partial {\mathcal {H}} \over \partial t}\right)\mathrm {d} t\qquad \qquad \quad \quad \\\\&=\sum _{i}\left[{\dot {q}}_{i}\,\mathrm {d} p_{i}+p_{i}\,\mathrm {d} {\dot {q}}_{i}-\left({\partial {\mathcal {L}} \over \partial q_{i}}\right)\mathrm {d} q_{i}-\left({\partial {\mathcal {L}} \over \partial {\dot {q}}_{i}}\right)\mathrm {d} {\dot {q}}_{i}\right]-\left({\partial {\mathcal {L}} \over \partial t}\right)\mathrm {d} t.\end{aligned}}}
Substituindo a definição prévia dos momentos conjugados nesta equação e coeficientes correspondentes, obtemos as equações de movimento da mecânica hamiltoniana, conhecidas como as equações canônicas de Hamilton:
{\displaystyle {\frac {\partial {\mathcal {H}}}{\partial q_{j}}}=-{\dot {p}}_{j},\qquad {\frac {\partial {\mathcal {H}}}{\partial p_{j}}}={\dot {q}}_{j},\qquad {\frac {\partial {\mathcal {H}}}{\partial t}}=-{\partial {\mathcal {L}} \over \partial t}.}
As Equações de Hamilton consistem de equação diferenciais de primeira ordem , enquanto as equações de Lagrange consistem de equações de ordem n. No entanto, as equações de Hamilton não costumam reduzir a dificuldade de encontrar soluções explícitas. Elas ainda oferecem algumas vantagens, uma vez que os resultados teóricos importantes podem ser obtidos por coordenadas e momentos variáveis e independentes com funções quase simétricas.
As Equações de Hamilton tem outra vantagem sobre as equações de Lagrange: se um sistema tem uma simetria, de tal modo que uma coordenada não ocorre na de Lagrange, o impulso correspondente é conservado, de tal modo que coordenadas podem ser ignoradas nas outras equações do conjunto.
As abordagens de Lagrange e de Hamilton fornecem as bases para resultados mais profundos na teoria da mecânica clássica, e para as formulações da mecânica quântica.

## Formalismo matemático
A função H é conhecida como a função de Hamilton ou a função de energia. A topologia simplética é então chamado de espaço de fase. O Hamiltoniano induz um campo vetorial especial na variedade simplética, conhecido como o campo vetorial Hamiltoniano.
Dada uma função f
{\displaystyle {\frac {\mathrm {d} }{\mathrm {d} t}}f={\frac {\partial }{\partial t}}f+\{\,f,{\mathcal {H}}\,\}.}
Se tivermos uma distribuição probabilística, ρ, então (uma vez que a velocidade espacial de fase ({\displaystyle {{\dot {p}}_{i}},{{\dot {q}}_{i}}}) tem divergência zero, e probabilidade é conservada) o seu derivado convectivo pode ser mostrado sendo igual a zero e por isso
{\displaystyle {\frac {\partial }{\partial t}}\rho =-\{\,\rho ,{\mathcal {H}}\,\}.}
Isso é chamado de Teorema de Liouville. Cada função suave G sobre a topologia simplética gera uma família a um só parâmetro de simplectomorfismos e se {G, H} = 0, então G é uma força conservativa e os simplectomorfismos são transformações de simetria.

## Partículas carregadas não relativísticas de  em um campo eletromagnético
Uma boa ilustração da mecânica hamiltoniana é dada pelo Hamiltoniano de uma partícula carregada em um campo eletromagnético. Em coordenadas cartesianas  (i.e. {\displaystyle q_{i}=x_{i}}), o Lagrangiano de uma partícula clássica não relativística em um campo eletromagnético é (em Unidades SI):
{\displaystyle {\mathcal {L}}=\sum _{i}{\tfrac {1}{2}}m{\dot {x}}_{i}^{2}+\sum _{i}e{\dot {x}}_{i}A_{i}-e\phi ,}
em que e é a carga eléctrica das partículas (não necessariamente a carga do electrão), {\displaystyle \phi } é o potencial escalar eléctrico , e {\displaystyle A_{i}} são os componentes do vetor potencial magnético (que podem ser modificados através de uma fixação de gauge). Isto é chamado de acoplamento mínimo.
O momento generalizado é dado por:
{\displaystyle p_{i}={\frac {\partial {\mathcal {L}}}{\partial {\dot {x}}_{i}}}=m{\dot {x}}_{i}+eA_{i}.}
Rearranjando, as velocidades expressas em termos de momentos, temos:
{\displaystyle {\dot {x}}_{i}={\frac {p_{i}-eA_{i}}{m}}.}
Se substituirmos a definição dos momentos e as definições das velocidades em termos de momentos, na definição do Hamiltoniano dado acima, e, em seguida, simplificando e reorganizando, temos:
{\displaystyle {\mathcal {H}}=\sum _{i}{\dot {x}}_{i}p_{i}-{\mathcal {L}}=\sum _{i}{\frac {(p_{i}-eA_{i})^{2}}{2m}}+e\phi .}
Esta equação é usada com frequência em mecânica quântica e está relacionada com a equação de Pauli.